# Crows Zero
Crows Zero (クローズZERO?, Kurōzu Zero) è un film del 2007, diretto da Takashi Miike, tratto dal manga Crows, scritto e disegnato da Hiroshi Takahashi tra il 1990 e il 1998. Ha generato un sequel, intitolato Crows Zero II, diretto sempre da Takashi Miike nel 2009.
L'altro titolo internazionale del film è Crows: Episode 0.
In data 3 novembre 2012 l'editore Dynit ha annunciato l'acquisizione dei diritti ed il 13 dicembre la pubblicazione in home video; è uscito in versione Blu-ray e DVD il 27 febbraio 2013.

## Trama
Genji Takiya, figlio di uno yakuza, si iscrive alla Suzuran All-Boys High School, detta "scuola dei corvi", con il solo intento di riunire tutte le bande sotto il suo comando, cosa che non è riuscita in passato a suo padre. Per far questo, il ragazzo deve prima conquistarsi la fiducia e l'ammirazione degli altri studenti.
La prima occasione di mettersi in mostra viene quando un gruppo di yakuza irrompe nella scuola, cercando Tamao Serizawa, uno studente che ha mandato all'ospedale uno di loro e che ha una potenza micidiale. Genji massacra gli yakuza, proprio mentre arriva Tamao.
Successivamente, Genji inizia a formare un proprio gruppo, combattendo contro altri studenti che passano così sotto il suo comando. Particolarmente difficile si rivela la lotta contro il gruppo comandato da Shun Izaki, che massacra Genji. Questi però si alza in piedi, pur pestato a sangue, e ottiene così la fiducia di Shun. Nel gruppo di Genji entra anche Makise, uno studente che ha qualche problema con le ragazze. Genji inoltre fa amicizia con Ken Katagiri, uno yakuza imbranato, e incontra Ruka, una ragazza leader di un gruppo J-Rock. Formata finalmente la sua banda, che si chiama GPS, sigla di Genji's Perfect Succession, Genji incontra Tamao. Tokio, braccio destro di Tamao, si sente improvvisamente male e viene ricoverato in ospedale, dove gli viene diagnosticato un aneurisma cerebrale.
Una sera, Ruka viene rapita da una misteriosa banda. La ragazza chiama Genji e gli dice che a rapirla è stata un gruppo di ragazzi con dei teschi sui giubbotti. Genji inizia a cercare la ragazza, per scoprire che a rapirla è stato Hideto Bando, appartenente al gruppo di Tamao, che non sapeva nulla dell'operazione. Genji e Tamao decidono che la battaglia tra le due bande sarà il giorno seguente, contemporaneamente all'operazione di Tokio.
Intanto Ken Katagiri scopre che Genji è il figlio dello yakuza Hideo Takiya, e riceve dal suo boss Joji Yazaki l'ordine di uccidere il ragazzo. Quando Ken dice al boss chi è il padre di Genji, l'uomo fa capire che il suo intento è quello di scatenare una guerra. Ken non porta a termine l'ordine, e si reca dal padre di Genji, rivelando il piano del suo boss e lasciando una lettera per il ragazzo.
La battaglia tra la banda di Tamao e quella di Genji si svolge sotto una fitta pioggia, e viene interrotta dall'arrivo della banda dei teschi, che si uniscono alla rissa. Mentre Tokio sta per sottoporsi alla delicata operazione e Ken viene condotto dal suo boss su un molo, per essere ucciso, la battaglia continua e alla fine rimangono in piedi soltanto Tamao e Genji. I due iniziano a battersi e Genji ha la meglio, mentre Tamao riceve una telefonata dall'ospedale che lo informa della riuscita dell'operazione di Tokio. Joji Yazaki fa indossare una giacca a Ken e gli spara alla schiena. Ken cade in acqua, ma riesce a riemergere sano e salvo, e si accorge che il suo boss gli ha fatto indossare appositamente una giacca a prova di proiettile.
Alcuni giorni dopo, Genji riceve la visita di Tamao e di Tokio, in via di guarigione. Poco dopo Genji sfida il misterioso e fortissimo Rindaman, da sempre rimasto in disparte, ultimo ostacolo per la reale conquista del Suzuran. Rindaman sostiene che Genji non conquisterà mai davvero la scuola, in quanto arriverà sempre qualcuno pronto a sfidarlo e a batterlo. Genji però è sicuro di farcela, e inizia così il combattimento contro il gigantesco Rindaman.

## Collegamenti ad altre pellicole
- Il tema delle bande giovanili era già stato affrontato da Takashi Miike nel dittico Young Thugs: Innocent Blood, diretto nel 1997, e Young Thugs: Nostalgia, diretto nel 1998[4].
- Il lungo incipit del film, accompagnato da una musica rock è una delle peculiarità del regista, e ricorda gli incipit di Blues Harp, diretto nel 1998, Dead or Alive, diretto nel 1999 e di The City of Lost Souls, diretto nel 2000.[4]
- Il finale aperto, che mostra una nuova lotta che deve affrontare il protagonista, ricorda il finale di Fudoh: The New Generation, diretto da Miike nel 1996.[4]